# 草黃車輪螺
草黃車輪螺（学名：Heliacus stramineus）为車輪螺科小輪螺屬下的一个种。